# شون كونور
شون كونور (بالإنجليزية: Sean Connor)‏ هو لاعب كرة قدم بريطاني، ولد في 12 يوليو 1967 في بلفاست في المملكة المتحدة. لعب مع أردز وبورت فايل وماكليسفيلد تاون ونادي كليفتونفيل.